# RTS (regionalna TV postaja)
RTS je slovenska regionalna televizijska postaja s sedežem v Mariboru. Ima status programa posebnega pomena. Z oddajanjem je začela leta 1994. 
Izdajatelj programa je podjetje TV3 d.o.o., a je televizija bila preprodana kitajskim vlagateljem.
Po obsegu in kvaliteti lastne produkcije se RTS uvršča med največje televizijske programe v Sloveniji in širši regiji. 
Pogram gledalcem ponuja informativne, zabavne, kulturne in športne vsebine ter ekskluzivne neposredne prenose in posnetke različnih prireditev. Svoj program razširja preko kabelskega omrežja ter IPTV in MMDS platform. 

## Lastništvo
Televizijo RTS je ustanovila družba Tele 59, ki je nastala leta 1992.

### Menjave lastnikov po stečaju Tele 59
Podjetje Tele 59 je šlo v stečaj leta 2015. RTS je decembra 2016 iz stečajne mase kupilo podjetje TV3 Sebastjana Vežnaverja. Junija 2017 so televizijo od TV3 kupili kitajski vlagatelji. Poslej je bil financiran v okviru projektov v regiji, dogovorjenih ob kitajskem prevzemu Aerodroma Maribor. Novi lastnik je program uradno pričel oddajati 2. oktobra 2017.

## Zgodovina
Prvi televizijski projekt RTS-a so bile lokalne volitve 1994, prenosi soočenj pa so potekali z Betnavskega gradu. 
Leta 1995 je RTS soustanovil TV program z nacionalno pokritostjo POP TV, 6. oktobra 1997 pa se je začel, tako kot Euro PTV v Ljubljani in Idea TV v Murski Soboti, z oddajanjem TV programa Gajba TV, ki je prav tako dosegal pokritost cele Slovenije.
Leto 2000 je bilo prelomno. Po ukinitvi Gajba TV je oktobra isto leto ponovno polno zaživel RTS, in sicer s predvolilnimi soočenji, tokrat za državnozborske volitve. Dve leti kasneje se je spremenila tudi lastniška struktura. Družba je od tedaj last bila dveh in ne več šestih lastnikov.
Leta 2003 je RTS po prizadevanjih pridobil status televizijskega programa posebnega pomena, ki sta mu ga podelila Svet za radiodifuzijo Republike Slovenije in Ministrstvo za kulturo Republike Slovenije (letna subvencija kulturnega ministrstva). Istega leta je v sodelovanju z Narodnim domom Maribor kot prirediteljem Festivala Lent RTS prvič izvedel projekt festivalske televizije in 16 dni neposredno prenašal dogajanje na festivalu, prvič tudi preko satelita.
Leta 2003 je začelo podjetje Tele 59 z ustanavljanjem mednarodnega medijskega grozda. Leta 2004, ko je RTS praznoval 10. obletnico, je bil uspešno zaključen prvi del projekta združevanja medijev v grozd, v katerega so se vključile tudi televizije iz Avstrije, Madžarske in Hrvaške. Z aktiviranjem novega oddajnika, priključitvijo v digitalne pakete Siol TV in Telius je TV-program RTS v tem letu povečal pokritost Slovenije s signalom na 70 % ozemlja države.